# Kudirat Kekere-Ekun
Kudirat Motonmori Olatokunbo thường được biết đến với cái tên Kudirat Kekere-Ekun (sinh ngày 27 tháng 2 năm 1958) là một luật sư người Nigeria và Công lý của Tòa án Tối cao Nigeria

## Giáo dục
Công lý Kekere Ekun sinh ngày 27 tháng 2 năm 1958 tại bang Lagos, tây nam Nigeria. Năm 1980, bà nhận bằng cử nhân Luật tại Đại học Lagos và được gọi đến quán bar, quán bar Nigeria vào ngày 10 tháng 7 năm 1981 sau khi tốt nghiệp trường Luật Nigeria trước khi bà chuyển đến Trường Kinh tế Luân Đôn nơi bà nhận được bằng thạc sĩ luật vào tháng 11 năm 1983.

## Nghề luật
Tư pháp Kudirat gia nhập Tư pháp bang Lagos với tư cách là Thẩm phán cấp cao II và vươn lên vị trí Thẩm phán Tòa án tối cao bang. Bà từng là Chủ tịch của Tòa án Cướp và Súng, Khu vực II, Ikeja trong khoảng thời gian từ tháng 11 năm 1996 đến tháng 5 năm 1999. Bà được bổ nhiệm vào băng ghế của tòa phúc thẩm Nigeria năm 2004 trước khi được bổ nhiệm làm Công lý của Tòa án Tối cao Nigeria vào tháng 7 năm 2013.